# 今尾景年

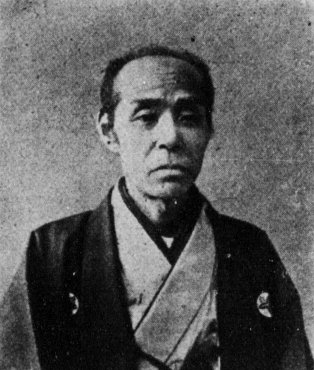
今尾景年

今尾 景年（いまお けいねん、弘化2年8月12日（1845年9月13日） - 大正13年（1924年）10月5日）は、日本の明治から大正にかけて活躍した四条派の日本画家。
幼名は猪三郎、のち永観。字は子裕。景年は画号で、別号に三養(画史)、聊自楽、養素斎。
色彩豊かな花鳥画を得意とし、「綺麗濃褥」と評された。

## 経歴

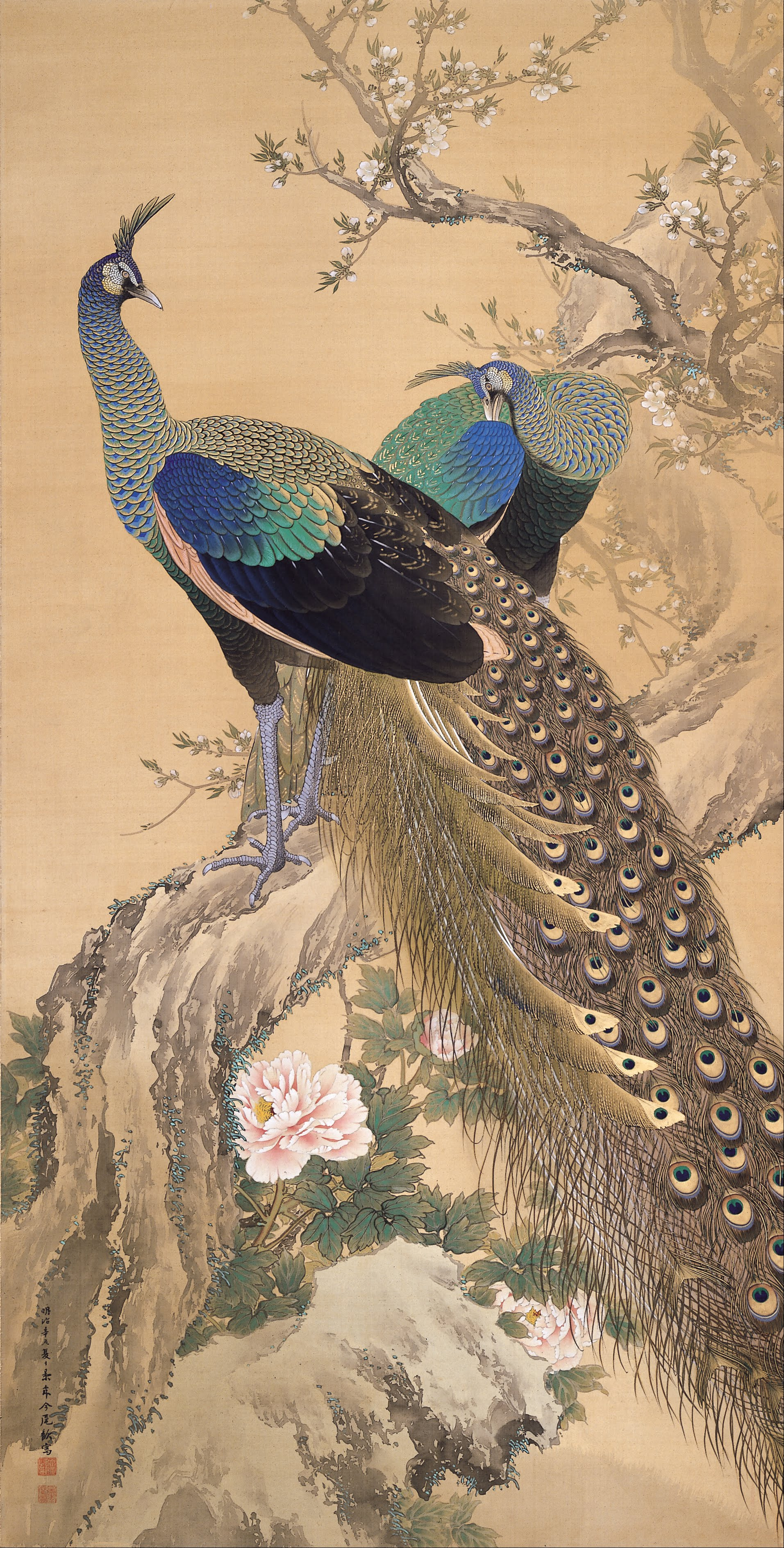
春園双孔雀図 1901年 足立美術館蔵

京都衣棚通二条北入ルに今尾猪助の三男として生まれる。家は代々「伊勢屋」の屋号を持ち、三井呉服店出入りの友禅悉皆業だった。安政2年（1855年）11歳の時浮世絵師梅川東居に弟子入りする。東居は梅川東南の門人で、銅版画の技術もあったという。3年後の安政5年（1858年）、東居の執り成しで鈴木百年に入門。百年の「年」と、絵心のあった父の敬愛する松村景文の「景」を合わせて「景年」と号する。一方で詩文は三国香眠に学びながら、大和国や丹波国へ矢立を持って写生に出かける生活をする。禁門の変で生家が焼失し、明治初期は南画以外の日本画は不遇の時代であったが、却って懸命に絵の研究に熱中する。塩川文麟らによって結成された如雲社の月例品評会に作品を持ち寄り、生活のため友禅の下絵を描きながら家塾を開いて研鑽を積む。
明治8年（1875年）京都博覧会で洋画の田村宗立と共に受賞、明治10年（1877年）第六回京都博覧会でも「牧童図」で銀賞を受ける。この頃から「花鳥画譜」の制作を志し、博物学者山本章夫に指導を受けるほど科学的かつ精密な写生を重ねた。明治24年（1891年）西村総左衛門によって刊行された『景年花鳥画譜』4冊は、景年芸術の真髄と評される。青年期の作品は、師百年の影響もあって南画風があるが、花鳥画に精力的にこなすようになると、沈南蘋や宋の院体画を学んだあとが窺えるようになる。明治13年（1880年）京都府画学校設立に伴い出仕。明治15年（1882年）第一回内国絵画共進会で「鯉魚図」が銅賞を受け、パリ日本美術縦覧会にも作品を送る。翌年漢学者の三國幽眠から聊自楽の号を贈られる。明治18年（1885年）奈良博覧会に出品した「余物百種の図」が一等金牌を受賞、これにより景年は世に認められるようになった。
明治26年（1893年）シカゴ・コロンブス万国博覧会に代表作となる「鷲猿図」（東京国立博物館蔵）を出品し、名誉賞牌。明治28年（1895年）京都後素協会（旧如雲社）設立に際しては委員長となる。同年京都で開かれた内国勧業博覧会では5人の大家が屏風絵を描くが、景年は「耶馬渓図」で二等妙技賞を受ける（一等妙技賞は橋本雅邦の「十六羅漢」）。明治29年（1896年）日本絵画協会第一回共進会に「芥子雀」「鳩」を出品し銀牌。景年の画業が最高潮に達したのはこの頃の50代の壮年期で、竹内栖鳳や山元春挙らと共に日本画の近代化運動の一翼を担い、明治前期の京都画壇で実力を誇った鈴木派にあって、鈴木松年、久保田米僊らと並び評された。
明治33年（1900年）パリ万博は「春山花鳥図」で銀牌、明治37年（1904年）セントルイス万国博覧会では「四季花鳥図」で金牌を受賞。同年4月16日、望月玉泉と共に帝室技芸員となる。明治40年文展開催と共に審査員を務めるが、第六回文展の「躍鯉図」を最後に審査員を弟子の木島桜谷に譲る。明治44年（1911年）イタリア万博に「寒月群鴨図」で4000リラの賞金を得た。大正8年（1919年）帝国美術院会員となる。最晩年は茶の湯や盆栽などの趣味三昧に過ごし、大正13年79歳の生涯を閉じた。
毎月1日と10日は写生日と定め、常々門人たちに写生の重要性を説いていた。弟子に、養嗣子となった今尾景祥、上田萬秋、木島桜谷、河合文林、小林呉嶠、海野美盛、梅村景山、馬場景泉など。
現在、景年の旧宅は「久保家住宅（旧今尾景年家住宅）」の名前で登録有形文化財に登録され、料亭として使用されている。

## 代表作
| 作品名                 | 技法                   | 形状・員数 | 寸法（縦x横cm）                     | 所有者                         | 年代                 | 落款・落款                                                                       | 備考 |
| ---------------------- | ---------------------- | ---------- | ----------------------------------- | ------------------------------ | -------------------- | -------------------------------------------------------------------------------- | --- |
| 芦岩群亀図襖           | 紙本墨画               | 襖5面      | 170.0x91.7（4面） 170.0x83.0（1面） | 個人                           | 明治初期             | 落款「景年」                                                                     | |
| 深山渓流図             | 絹本著色               | 1幅        |                                     | 個人                           | 明治初期             |                                                                                  | 油彩画風の作品 |
| 四時花木群虫図         | 絹本著色               | 1幅        | 128.5x50.4                          | 京都府（京都文化博物館管理）   | 1885年（明治18年）   |                                                                                  | 箱書に「此圖四十年前倣某筆意所作然布置結構用筆設色盡模擬…」とあり、構図・筆致・菜食とも模写ではなく、写生を基本として四季花鳥の生命感を表した作。                                                |
| 群仙図屏風             | 紙本著色               | 八曲一双   |                                     | 法人                           | 1886年（明治19年）   |                                                                                  | |
| 安宅之関図             | 絹本著色               | 1幅        |                                     | 京都府（京都文化博物館管理）   | 1886年（明治19年）   | 款記「景年」                                                                     | |
| 舞妓・名妓・歌妓       | 絹本著色               | 3幅対      | 124.8x49.4（各）                    | 個人（京都国立近代美術館寄託） | 1886年（明治19年）   |                                                                                  | |
| 牡丹双雉図             | 絹本著色               | 1幅        | 128.4x50.5                          | 大英博物館                     | 1890年（明治23年）   | 款記「明治庚寅孟秋景年歡」                                                       | |
| 蕉陰双鶏図             | 絹本着色               | 六曲一双   | 152.5x358.0（各）                   | 京都市美術館                   | 1891年（明治24年）   |                                                                                  | 日本美術協会展銅賞 |
| 富士巻狩               |                        | 六曲一双   |                                     | 川島織物セルコン織物文化館     | 1893年（明治26年）頃 |                                                                                  | 明治宮殿西溜之間の綴織壁掛の原画。 |
| 耶馬溪図               | 絹本墨画淡彩           | 六曲一双   |                                     | 静嘉堂文庫                     | 1895年（明治28年）   |                                                                                  | 第4回内国勧業博覧会出品 |
| 月下芙蓉鴛鴦図         | 絹本著色               | 1幅        | 128.6x56.2                          | 京都国立近代美術館             | 1897年（明治30年）   |                                                                                  | 日本美術協会秋季展2等賞銀牌 |
| 柳塘群馬・桃林牧牛図   | 絹本著色               | 六曲一双   | 154.9x355.4（各）                   | 島根県立石見美術館             | 1900年（明治33年）   |                                                                                  | |
| 春山花鳥図             | 絹本著色               | 1幅        | 138.2x82.5                          | 天理大学附属天理図書館         | 1900年（明治33年）   |                                                                                  | 長らく同年のパリ万国博覧会銀賞作だと見られたが、同時期にもう一点同名の作品が資料上で確認でき（現在所在不明）、そちらのほうが完成度が高い事などから、天理本は同時期に作られた副本だと考えられる。 |
| 函谷鉾 鶏鴉図軒裏絵    | 金地著色               |            |                                     |                                | 1900年（明治33年）   |                                                                                  | |
| 芦に鯉図               | 絹本淡彩               | 双幅       | 約176x85.8～9                       | ボストン美術館                 | 19世紀後期           |                                                                                  | |
|                        | 絹本墨画               | 1幅        | 135.6x69.2                          | シアトル美術館                 | 1902年（明治35年）   | 款記「明治壬寅清和月寫于菁華楼主 景年歓」/「今尾永歓」白文方印・「景年」朱文方印 | |
| 白桃鸚可図・牡丹小禽図 | 絹本着色               | 双幅       | 120.0x50.5 119.6x50.5               | 京都国立近代美術館             | 1905年（明治38年）   |                                                                                  | |
| 蓮池遊亀図             | 紙本墨画淡彩           | 襖10面     |                                     | 京都・三千院                   | 1906年（明治39年）   |                                                                                  | |
| 蟠龍図天井画           |                        |            |                                     | 南禅寺法堂                     | 1908年（明治41年）   |                                                                                  | 南禅寺境内に「今尾景年画龍碑」が残っている（外部リンク）。 |
| 寒月群鴨図             | 絹本著色               | 対幅       | 179x72.4（各）                      |                                | 1911年（明治44年）   |                                                                                  | イタリア万博2等賞。 |
| 躍鯉図                 | 絹本著色               | 1幅        | 165.0x71.0                          | 京都市美術館                   | 1912年（明治45年）   |                                                                                  | |
| 芦水禽図               | 絹本著色               | 1幅        | 135.8x168.2                         | 滋賀県立近代美術館             | 明治期               |                                                                                  | |
| 花鳥図屏風             | 絹本金地著色           | 六曲一双   |                                     | 三の丸尚蔵館                   | 1915年（大正4年）    |                                                                                  | 大正天皇即位の礼の際、宮内庁高等官一同からの献上品。 |
| 錦軟障                 | 絹製・精好地に墨画淡彩 | 緞帳       |                                     | 宮内庁用度課                   |                      |                                                                                  | 大正4年（1915年）大正天皇即位の礼で催された大饗の儀の際、天皇の御座背面に掛けるために制作された。この錦軟障は、後に昭和3年（1928年）、平成2年（1990年）の御大礼の際にも用いられている。          |
| 老松孔雀図             | 絹本著色               | 1幅        | 170.2x86.0                          | 京都国立近代美術館             | 1916年（大正5年）    |                                                                                  | |
| 四季草花図             | 金地著色               |            |                                     | 岩戸山保存会                   | 大正7年（1918年）    |                                                                                  | |
| 老松郡鳥図             | 絹本著色               | 六曲一双   |                                     | 京都市美術館                   | 1922年（大正11年）   |                                                                                  | |
| Bamboo Grove           | 紙本墨画               | 六曲一双   | 174.3x372（各）                     | シカゴ美術館                   | 1920年代初め         |                                                                                  | |
| 鷲猿図                 |                        | 1幅        | 194.8x106.6                         | 東京国立博物館                 |                      |                                                                                  | |
| 松間朧月図             |                        | 1幅        | 186.9x86.6                          | 東京国立博物館                 |                      |                                                                                  | |
| 群鶏図                 | 絹本著色金泥引         | 六曲一双   | 右隻：154.4x334.8 左隻：154.6x334.2 | 遠山記念館                     |                      |                                                                                  | |
| 遊鯉図                 |                        |            |                                     | 京都国立博物館                 |                      |                                                                                  | |
| 花鳥図屏風             | 絹本著色               | 六曲一双   | 156.0x349.5（各）                   | 島根県立石見美術館             |                      |                                                                                  | |
| 七福神図               | 絹本著色               | 1幅        | 42.23x54.29                         | ミネアポリス美術館             |                      |                                                                                  | |

## 参考資料
- 斉藤全人「特集 一九〇〇年パリ万国博覧会出品作(一) 今尾景年筆「春山花鳥図」─巴里に臨んだ花鳥画家─」『三の丸尚蔵館年報・紀要』第14号、2007年4月
- 『景年・桜谷と河合文林』展図録、井原市立田中美術館、1994年
- 日本美術院百年史編集室編 『日本美術院百年史 第一巻 上』 日本美術院、1989年
- 榊原吉郎編 『近代の美術25 円山・四条派の流れ』 至文堂、1974年